# Luiz Noriega
Luiz Gonzaga Noriega (Nova Aliança, 16 de agosto de 1930 – São Paulo, 26 de dezembro de 2012) foi um locutor esportivo brasileiro. Era pai do também jornalista Maurício Noriega.

## Carreira
Nascido em Nova Aliança, mas criado em Olímpia, sendo filho dum botiqueiro espanhol com uma dona de casa brasileira, foi considerado um dos principais nomes da locução esportiva na televisão brasileira. Desde o início no rádio na cidade de Olímpia, passou por importantes emissoras como as rádios Tamandaré (Recife) e Tupi, antes de chegar à TV Tupi, onde integrou a famosa "Equipe 1040" de rádio e também as equipes de jornalismo e esportes da emissora pioneira da televisão brasileira.
A partir de 1969, comandou, ao lado de Orlando Duarte, a memorável equipe de esportes da TV Cultura de São Paulo, um trabalho marcado por inovações e pioneirismo, como o primeiro noticiário esportivo no horário do almoço (É Hora de Esporte), a primeira revista eletrônica esportiva da TV brasileira (EsporTVisão), e transmissões que trouxeram novidades para a época, como a adoção do cronômetro na tela e o videoteipe. Usava o jargão "Esporte é cultura!!!" E no momento do gol ele falava: "Taí o primeiro gol!" ou "(nome do time) abre o marcador em (estádio onde transmitia o jogo)".
Também marcou passagem por veículos de grande importância tais como A Voz da América, BBC e teve colunas em jornais do Brasil e de outros países.
Morreu de infecção generalizada. Deixou esposa, três filhos e três netos.